# 維什涅韋 (普里阿佐夫西克區)
46°44′32″N 35°43′28″E / 46.74222°N 35.72444°E
維什涅韋（烏克蘭語：Вишневе）是位於烏克蘭東南部的村莊，由扎波羅熱州梅利托波爾區的普里亞速斯凱市鎮負責管轄。該村距離普里亞速斯凱4.5公里，面積2.34平方公里，2001年人口114。